# Goniaea
Goniaea es un género de saltamontes de la subfamilia Catantopinae, familia Acrididae, y está asignado a la subtribu Goniaeina de la tribu Catantopini. Este género se encuentra en Australia, incluida Tasmania, y en las islas adyacentes en el este, en Oceanía.

## Especies
Las siguientes especies pertenecen al género Goniaea:
- Goniaea angustipennis Sjöstedt, 1920
- Goniaea australasiae (Leach, 1814)
- Goniaea carinata Stål, 1878
- Goniaea ensicornis Stål, 1878
- Goniaea furcifera (Walker, 1870)
- Goniaea opomaloides (Walker, 1870)
- Goniaea vocans (Fabricius, 1775)